# Осколки голографической розы
«Осколки голографической розы» (англ. Fragments of a Hologram Rose) — первый научно-фантастический рассказ американо-канадского писателя Уильяма Гибсона, опубликованный в 1977 году.
Этот небольшой рассказ, в котором менее 2000 слов, был написан Гибсоном в качестве выпускной работы во время обучения на литературном курсе в Университете Британской Колумбии. После публикации в научно-фантастическом журнале UnEarth (1977) «Осколки голографической розы» были переопубликованы в сборнике рассказов Гибсона «Сожжение Хром» в 1986 году. 
Американский исследователь научной фантастики Гэри Вестфаль считает, что в рассказе Гибсон проявил себя как «великолепный прозаик-стилист» (англ. a superb prose stylist) и сходу продемонстрировал уверенность в своих силах на научно-фантастической стезе, что, по мнению критика, подтверждается тем фактом, что в отличие от других писателей, переписывавших свои рассказы для повторных публикаций, Гибсон для «Сожжения Хром» исправил в «Осколках голографической розы» ровно одно слово (букву) — заменил «holodome» на «holodrome».

## Сюжет
Действие происходит в начале XXI века в Америке, пережившей бурные девяностые, приведшие к сепаратизму, разрухе и нищете. Из бунтаря-нелегала главный герой стал режиссёром нового вида вещания — ASP (APPARENT SENSORY PERCEPTION — почти точные оцифрованные сенсорные ощущения всех органов чувств, записанные на магнитной ленте кассеты портативного плеера).
Главный герой, 30-летний Паркер, недавно расстался с любимой. Страдая от бессонницы, он проигрывает кассету с йогом, несмотря на браун-аут (понижение напряжения из-за перегрузки сети). Утром он достаёт и проигрывает частично стёртую кассету этой женщины, думая, что люди похожи на осколки голограммы, уничтоженной им в утилизаторе, в которых можно увидеть один и тот же образ под разными углами зрения.
В рассказе белокурый молоденький йог, обладавший остротой зрения 2,0—2,2, записал на кассету ощущения от выполнения позы Ардха Матсиендрасана (половина позы Матсиендры, царя рыб, или скручивание позвоночника), но главный герой не произнёс это название целиком.
Гибсон описывал города, в которых было много зданий, выполненных в стиле Ричарда Бакминстера Фуллера (американский архитектор, дизайнер, инженер и изобретатель. Он сделал большое число изобретений, в основном в сфере дизайна и архитектуры, наиболее известным из которых является лёгкий и прочный «геодезический купол» — пространственная стальная конструкция из прямых стержней).